# سویا (خواننده)
سویا (به انگلیسی: Soya) با نام اصلی کیم-سو-یا (به انگلیسی: Kim So-ya)(زاده ۲ آوریل ۱۹۹۰)خواننده اهل کره جنوبی است.